# Warp pogon
Warp pogon izmišljeni je osnovni pogon za međuzvjezdana putovanja kojim se koristi većina rasa u Zvjezdanim stazama.
Zvjezdana flota pri izradi warp motora slijedi Cochreaneov model warp pogona, koji za svoj rad zahtijeva reakciju materija-antimaterija, dok se potiskivanje broda u potprostor vrši stvaranjem niza warp polja koja se međusobno naprežu. Za proizvodnju ogromne količine energije koja je potrebna za pokretanje broda warpom i za napajanje svih brodskih sustava koristi se materijsko-antimaterijski reaktor, poznatiji pod nazivom warp jezgra. Ona je ujedno i osnovni, no nikako najvažniji dio svakog Flotinog broda i warp pogona. Druga dva najvažnija dijela warp pogona su vodovi za prijenos energije, te warp zavojnice. Warp zavojnice nisu vidljive izvana, već su smještene u kućištima koja se nazivaju nosačima warp motora.
Prilikom izgaranja deuterija, u warp jezgri nastaju pare koje se potom u reakcijskoj komori sudaraju s antimaterijom u obliku antivodika. Ta inače vrlo eksplozivna reakcija kontrolirana je dilitijevim kristalima, a kao njezin produkt nastaje visokoenerfijska plazma, poznatija i kao elektroplazma. Elekroplazma se potom pomoću vodova prenosi sve do nosača motora. Plazma se potom pomoću ubrizgivača ubacuje u warp zavojnice izgrađene od verteriumovog kortenida. Kada se ovaj materijal izloži energiji plazme on počne oscilirati stvarajući warp polja i tjerajući brod u potprostor, a warp motori stvaraju višeslojno warp polje. Warp zavojnice poredane su u nizu kako bi stvorile više polja, koja se međusobno naprežu i stvaraju potisnu silu na najbliži objekt, u ovom slučaju, brod čije je to ujedno i polje.
Warp polja se generiraju kada plazma prijeđe preko samih zavojnica kojih u Galaxy klasi ima 18, Sovereign klasa ih ima 26. Plazma se dovodi kroz ubrizgivač čije otvaranje i zatvaranje omogućuje rad warp pogona. Trajanje jednog ciklusa može varirati od 25 nanosekundi do 50 nanosekundi. Manje warp brzine zahtijevaju kraće vrijeme otvaranja i duže vrijeme do drugog otvaranja, dok se za velike warp brzine ubrizgivač otvara češće i samo otvaranje traje dulje.
Kako bi se pojednostavilo klasificiranje i rukovanje warp poljima i motorima, uvedena je klasifikacija warp polja prema količini porprostornog naprezanja koje generiraju. Warp polja ispod warpa 1 mjere se u milicochranima, dok se polja koja prestižu warp 1 mjere u cochranima. 

## Primjena
Većina brodova koristi warp pogon s dva nosača warp motora, ali ima i onih koji koriste samo jedan ili pak četiri nosača. Promjena smjera u warpu vrši se stvaranjem lagane neravnoteže u warp polju, dok rad samo jednog warp motora može oštetiti brod.
Kako warp motori u svom radu stvaraju opasna warp polja na većini brodova smješteni su daleko od posade i nastanjenih dijelova broda, te se nalaze na dugačkim potpornim stupovima. Kroz te stupove prolaze i sami vodovi za prijenos elektroplazme, kao i prolazi za ljudstvo i upravljačke veze s ostatkom broda.
Ako dođe do oštećenja, ili kvara warp motora posljedice mogu biti katastrofalne ako se ne aktivira jedan od načina zaštite. Prvi i osnovni način zaštite je ispuštanje warp plazme kroz, za to predviđene, otvore na samom nosaču warp motora. Također je moguće i odvojiti sam warp motor od nosača pomoću jakih eksploziva tako da se brod može dovoljno udaljiti od samog motora prije nego što on eksplodira. Zadnje je rješenje izbacivanje warp jezgre, no taj je sustav implementiran samo u neke klase brodova i sam je sustav podložan kvarovima i zatajenjima.
Warp pogon svojim djelovanjem oštećuje podprostor i time bi ga nakon nekog vremena dovoljno uništio da se tim dijelom svemira ne bi moglo putovati nadsvjetlosnim brzinama. Najnoviji dizajn federacijskih brodova geometrijom trupa, novim dizajnom warp zavojnica omogućuje tim klasama kretanje visokim nadsvjetlosnim brzinama bez da oštećuju podprostor, a i podižu krstareće i maksimalne brzine samih brodova. Starije klase ograničene su warp faktorom 5 kako ne bi stvarale velika oštećenja na samom prodprostoru, no i taj će problem biti riješen zamjenom dotrajalih brodova.

## U znanosti
NASA provodi istraživanja ionskog pogona koji je danas najbrži i najučinkovitiji pogon.